# Junior Walker
Junior Walker, all'anagrafe Autry DeWalt Mixon, Jr. (Blytheville, 14 giugno 1931 – Battle Creek, 23 novembre 1995), è stato un sassofonista e cantante statunitense.
Il suo gruppo, Junior Walker & the All Stars, firmò con l'etichetta discografica Motown Records negli anni '60, e divenne tra gli artisti più noti nel loro genere.

## Biografia
Walker è nato con il nome di Autry DeWalt Mixon, Jr. a Blytheville, ed è cresciuto a South Bend. Il suo modo di suonare il sassofono è diventato il marchio di fabbrica inconfondibile della musica del suo gruppo. I membri originali della band erano il batterista Tony Washington, il chitarrista Willie Woods e il tastierista Vic Thomas.

### Anni '50
La sua carriera comincia quando forma la prima band all'età di 14 anni, nelle metà degli anni '50, con il nome di Jumping Jacks. Poco dopo fonda con il suo amico di lunga data Billy Nicks (1935–2017) (batterista) il team dei Rhythm Rockers. Periodicamente, Nicks partecipava agli spettacoli dei Jumping Jacks, mentre Walker prendeva parte a quelli dei Rhythm Rockers.
Dopo aver ottenuto un contratto permanente per esibirsi in una TV locale di South Bend, Nicks chiede a Walker di unirsi definitivamente al suo gruppo assieme al tastierista Fred Patton. Successivamente, Nicks contatta Willie Woods, un cantante locale, per essere la voce del gruppo; poco dopo Woods impara anche a suonare la chitarra. Quando Nicks si arruola nell'esercito degli Stati Uniti, Walker convince la band a trasferirsi da South Band a Battle Creek. Mentre si esibisce a Benton Harbor, Walker trova un batterista, Tony Washington, per sostituire Nicks. Alla fine, il pianista Fred Patton lascia il gruppo, e Victor Thomas prende il suo posto. Il nome originale della band, The Rhythm Rockers, viene cambiato in The All Stars. In quel periodo lo stile di Walker viene principalmente ispirato dal jump blues e dal primo R&B, in particolare musicisti come Louis Jordan, Earl Bostic, e Illinois Jacquet.

### Anni '60 e '70
Il gruppo viene notato da Johnny Bristol, e viene raccomandato da questi a Harvey Fuqua, nel 1961, che possiede una propria etichetta discografica. Dopo aver cominciato a lavorare per l'etichetta di Fuqua, il gruppo cambia nome in Junior Walker & the All Stars. Quando l'etichetta di Fuqua viene acquistata dalla Motown di Berry Gordy, nel 1964, Jr. Walker & The All Stars diventano membri della Motown Records family, diventando negli anni tra gli artisti di punta dell'etichetta.
Dopo l'acquisizione dell'etichetta di Fuqua cambiano alcuni membri della band. Tony Washington, il batterista, lascia il gruppo, e viene sostituito da James Graves. La loro prima apparizione e debutto è il brano Shotgun scritto e composto da Walker e prodotto da Berry Gordy, con la partecipazione dei Funk Brothers James Jamerson al basso e Benny Benjamin alla batteria. Shotgun raggiunge la posizione numero 4 della Billboard Hot 100 e la numero uno della Hot R&B Songs nel 1965, e viene seguita da diverse altre hit di successo, come (I'm A) Road Runner, Shake and Fingerpop, e le cover di popolari brano della Motown quali Come See About Me, How Sweet It Is (To Be Loved by You) e Money (That's What I Want). Nel 1966, Graves lascia la band e viene sostituito dal vecchio amico Billy "Stix" Nicks, e il successo di Walker continua a crescere con pezzi come I'm a Road Runner e Pucker Up Buttercup.
Nel 1969, il gruppo produce un'altra hit che entra nell top 5, What Does It Take (To Win Your Love). Inizialmente la Motown non voleva pubblicare questa canzone come singolo, ma è costretta a farlo nel momento in cui diversi DJ cominciano a passare il pezzo nelle radio. Come Shotgun, anche questo singolo raggiunge la posizione numero 4 della Billboard Hot 100 e la numero uno della Hot R&B Songs. Da questo momento in poi Walker comincia ad assumere un ruolo importante anche come cantante, infatti la sua voce si sentirà più spesso nelle canzoni del gruppo rispetto ai primi anni di carriera. La band produce diverse altre hit di successo nei cinque anni successivi, fino al 1972. Nel 1979, Walker diventato solista, scioglie gli All Stars e segna con la Whitfield Records di Norman Whitfield, ma non riesce a bissare il successo ottenuto con gli All Stars ai tempi della Motown.

### Anni '80
Walker riforma gli All Stars negli anni '80. Nel frattempo ritorna alla notorietà grazie alla sua partecipazione al singolo di successo Urgent estratto dall'album 4 dei Foreigner, in cui esegue un assolo di sassofono. L'11 aprile 1981, Walker è l'ospite musicale nella stagione finale del Saturday Night Live. Successivamente registra una propria versione di Urgent dei Foreigner per l'inclusione nel suo album Blow the House Down, registrato con gli All Star nel 1983. La versione di Walker sarà inclusa nel Cercasi Susan disperatamente di Madonna nel 1985. Nel 1983, Walker firma un nuovo contratto con la Motown.
Nel 1988, Walker appare all'interno della commedia Tapeheads come parte di un fittizio duo soul denominato The Swanky Modes assieme a Sam Moore. Per la colonna sonora del film vengono registrate diverse canzoni, tra cui Bet Your Bottom Dollar e Ordinary Man, prodotte da Nigel Harrison, ex-membro dei Blondie.

### Morte
Junior Walker è morto a causa di un cancro a Battle Creek il 23 novembre 1995, all'età di 64 anni. È stato introdotto quello stesso anno nella Rhythm and Blues Foundation. Junior Walker è stato seppellito nel cimitero di Oak Hill, a Battle Creek, sotto una lapide su cui iscritto sia il suo nome di battesimo (Autry DeWalt Mixon, Jr.) che il suo nome artistico (Junior Walker).
La canzone Shotgun, del gruppo di Walker, è stata introdotta nella Grammy Hall of Fame nel 2002.

## Discografia

### Album
- Soul 701 – Shotgun (1965)
- Soul 702 – Soul Session (1966)
- Soul 703 – Road Runner (1966)
- Soul 705 – "Live" (1967)
- Soul 710 – Home Cookin'  (1969)
- Soul 718 – Greatest Hits (1969)
- Tamla/Motown STML/TML11140 – These Eyes
- Soul 721 – Gotta Hold on to This Feeling (1969; reissued in 1970 as What Does It Take to Win Your Love)
- Soul 725 – Live (1970)
- Soul 726 – A Gassssssssss! (1970)
- Soul S732L – Rainbow Funk (1971)
- Soul 733 – Moody Jr (1971)
- Tamla/Motown STML11224 – Greatest Hits Vol 2
- Soul 738 –  Peace and Understanding is Hard to Find (1973)
- Soul S6-742 – Jr Walker & The All Stars (1973; cancelled in U.S.)
- Motown M7-786 – Anthology (2-LP; 1974)
- Soul S6-745 – Hot Shot (1976)
- Soul S6-747 – Sax Appeal (1976)
- Soul S6-748 – Whopper Bopper Show Stopper (1977)
- Soul S6-750 – Smooth (1978)
- Whitfield WHK 3331 – Back Street Boogie (1979)
- Motown 6053ML – Blow the House Down (1983)
- Tamla/Motown STMS5054 – Greatest Hits

### Singoli
| Anno | Titolo della canzone                 | US Billboard Hot 100 | U.S. R&B | Official Singles Chart |
| ---- | ------------------------------------ | -------------------- | -------- | ---------------------- |
| 1965 | Shotgun                              | 4                    | 1        | -                      |
| 1965 | Do The Boomerang                     | 36                   | 10       | -                      |
| 1965 | Shake And Fingerpop                  | 29                   | 7        | -                      |
| 1965 | Cleo's Back                          | 43                   | 7        | -                      |
| 1966 | (I'm a) Road Runner                  | 20                   | 4        | 12                     |
| 1966 | Cleo's Mood                          | 50                   | 14       | -                      |
| 1966 | How Sweet It Is (To Be Loved by You) | 18                   | 3        | 22                     |
| 1966 | Money (That's What I Want), Pt.1     | 52                   | 35       | -                      |
| 1967 | Pucker Up Buttercup                  | 31                   | 11       | -                      |
| 1967 | Shoot Your Shot                      | 44                   | 33       | -                      |
| 1967 | Come See About Me                    | 24                   | 8        |                        |
| 1968 | Hip City, Pt. 2                      | 31                   | 7        | -                      |
| 1968 | Home Cookin'                         | 42                   | 19       | -                      |
| 1969 | What Does It Take (To Win Your Love) | 4                    | 1        | 13                     |
| 1969 | These Eyes                           | 16                   | 3        | -                      |
| 1970 | Gotta Hold on to This Feeling        | 21                   | 2        | -                      |
| 1970 | Do You See My Love (For You Growing) | 32                   | 3        | -                      |
| 1970 | Holly Holy                           | 75                   | 33       | -                      |
| 1970 | Carry Your Own Load                  | -                    | 50       | -                      |
| 1971 | Take Me Girl, I'm Ready              | 50                   | 18       | 16                     |
| 1971 | Way Back Home                        | 52                   | 24       | 35                     |
| 1972 | Walk in the Night                    | 46                   | 10       | 16                     |
| 1973 | Gimme That Beat, Pt. 1               | -                    | 50       | -                      |
| 1979 | Wishing on a Star                    | -                    | 89       | -                      |